# Marcelijus Martinaitis
Marcelijus Martinaitis (ur. 1 kwietnia 1936 w Paserbentis, zm. 5 kwietnia 2013) – litewski poeta i krytyk literacki.
Jest autorem wierszy nawiązujących do podań ludowych i litewskiej mitologii. Opublikował zbiory wierszy Kukučio baladės (Ballady Kukutisa, 1977), Tie patys žodžiai (Te same słowa, 1980), Atmintys (Pamiątki, 1986). Pisał również sztuki dla teatrów lalkowych i prace krytycznoliterackie.